# Saurodactylus fasciatus
Saurodactylus fasciatus är en ödleart som beskrevs av  Werner 1931. Saurodactylus fasciatus ingår i släktet Saurodactylus och familjen geckoödlor. IUCN kategoriserar arten globalt som sårbar. Inga underarter finns listade i Catalogue of Life.